# Електростатичний сепаратор

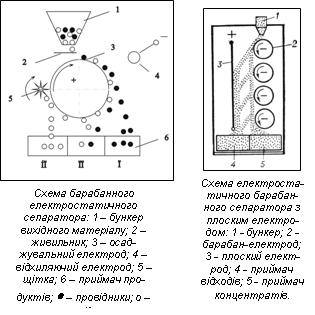
Електростатичний сепаратор.

Електростатичний сепаратор (рос. электростатический сепаратор, англ. electrostatic separator, нім. elektrostatischer Abscheider m) — сепаратор електричний, в якому вихідний матеріал розділяється на компоненти за їх електропровідністю в електростатичному полі.

## Опис
Конструктивно С.е. розділяють на барабанні, камерні, пластинчасті та каскадні. Електростатичні сепаратори забезпечують збагачення в електростатичному полі частинок крупністю до 3-5 мм. Електростатичне поле характеризується відсутністю рухливих носіїв заряду. Напруженість електростатичного поля 3-4 кВ/см. Частинки мінералів, що розділяються, заряджаються шляхом безпосереднього контакту із зарядженим електродом, що знаходиться під високим потенціалом. Частинки провідників, потрапляючи на заряджений барабан (електрод осадження), що обертається зі швидкістю 40-400 об/хв., швидко заряджаються, отримуючи значний заряд. Частинки непровідників заряджаються повільно і отримують дуже малий заряд. Заряджені частинки, маючи з барабаном однойменний заряд, відштовхуються від нього і падають у приймач для провідників. Неелектропровідні частинки не змінюють напряму свого руху і падають у приймач для непровідників або поляризуються, притягуються до барабану і знімаються щіткою у приймач для непровідників. Проміжний продукт (ПП) виділяється в приймач для промпродукту. Додатковий ефект зміни траєкторії провідників дає відхиляючий електрод, заряджений електричним потенціалом, за знаком протилежним заряду часток провідників. Продуктивність сепаратора на погонний метр довжини складає 2 т/(м•год) при крупності видідного 100 мкм ÷ 3 мм.